# Gran Premio de Cuba
El Gran Premio de Cuba fue una carrera de automovilismo de velocidad celebrada por un breve período de tiempo a finales de los años cincuenta. La carrera se celebró por última vez en 1960. La carrera es recordada debido al secuestro que sufrió el campeón mundial de Fórmula 1, Juan Manuel Fangio, llevado a cabo por rebeldes antigubernamentales vinculados al Movimiento 26 de Julio, y al accidente mortífero de Armando García Cifuentes.

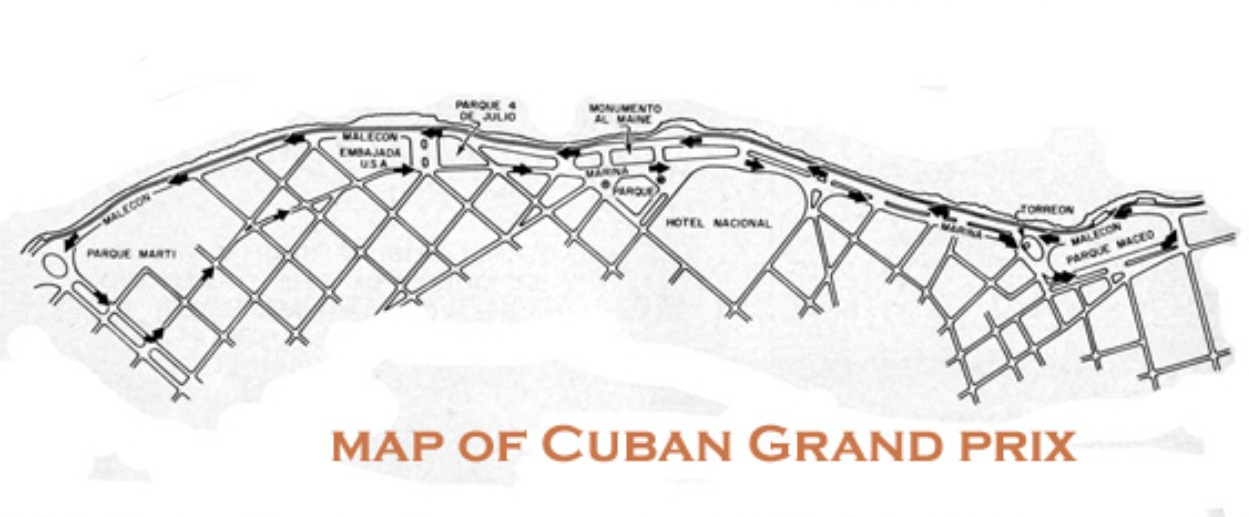
Circuito del Malecón de La Habana utilizado en la 1.ª ediición de 1957.

## Historia
La carrera comenzó a disputarse en 1957, el gobierno de Batista creó el evento como una estrategia para lograr atraer a turistas adinerados, particularmente desde el cercano Estados Unidos. Para llevarla a cabo se estableció un circuito callejero en la Avenida Malecón en la playa de La Habana. La primera carrera fue un gran éxito. Fue ganada por Fangio conduciendo un Maserati 300 S, seguido por Carroll Shelby conduciendo un Ferrari 410 y Alfonso de Portago en un Ferrari 860.
Al año siguiente el equipo oficial de Maserati llegó con su flota de Maserati 300 S, conducidos por Fangio y Stirling Moss. En la víspera de la carrera Fangio fue secuestrado en su hotel por un hombre armado. El gobierno cubano ordenó que la carrera continuara. Moss y Masten Gregory lideraban la carrera que pararon con tan solo seis vuelta disputadas : Armando García Cifuentes "se salió de pista y atropelló casi una centena de espectadores, con un saldo de seis muertos y treinta heridos de consideración. No apareció para nada la bandera roja y el caos entre los pilotos fue inenarrable. Algunos continuaron, otros volvieron a boxes, en fin un desconcierto total".
La carrera de 1959 fue cancelada debido al contexto que generaba la Revolución Cubana. La carrera volvió a disputarse en 1960, pero cambió de lugar, se realizó en rutas de servicio alrededor de un aeródromo militar. Moss, que conducía un Maserati Birdcage para el equipo privado Camoradi, tuvo una cómoda victoria sobre Pedro Rodríguez de la Vega quien conducía un Ferrari 250 TR59 para el NART, el tercer puesto fue para Masten Gregory en un Porsche 718.

## Ganadores
| Año  | Piloto             | Constructor | Circuito                      |
| ---- | ------------------ | ----------- | ----------------------------- |
| 1957 | Juan Manuel Fangio | Maserati    | Avenida Malecón               |
| 1958 | Stirling Moss      | Ferrari     | Avenida Malecón               |
| 1959 | Cancelado          | Cancelado   | Cancelado                     |
| 1960 | Stirling Moss      | Maserati    | Aeropuerto de Ciudad Libertad |